# Laura Rüffieux
Laura Rüffieux (* 7. Dezember 1995 in Hanau) ist eine deutsche Handballspielerin.

## Leben
Laura Rüffieux wurde am 7. Dezember 1995 in Hanau geboren und hat einen jüngeren Bruder. Sie spielte bis 2013 im Jugendbereich des TV Hüttenberg und wechselte von dort in die Profimannschaft der HSG Blomberg-Lippe. In Blomberg war sie Teil des Handballinternats und besuchte dessen Partnerschule, das Hermann-Vöchting-Gymnasium.
Rüffieux studierte bis 2018 Health Communication an der Universität Bielefeld und schloss das Studium mit dem Bachelor ab. Sie arbeitet als Referentin an einem Institut für Organisations- und Persönlichkeitsentwicklung.
Im Januar 2019 wurde ihr Vertrag bei der HSG bis zum Sommer 2021 verlängert. Aktuell läuft ihr Vertrag im Jahr 2026 aus.